# Pungitius polyakovi
Pungitius polyakovi ist ein vorwiegend in Kleingewässern lebender Fisch, der ausschließlich von der Tonino-Aniva Halbinsel, dem südöstlichen Zipfel der russischen Insel Sachalin bekannt ist.

## Merkmale
Pungitius polyakovi hat einen schlanken Körper, wird 36,4 bis 50,5 mm lang. Von anderen Pungitius-Arten kann Pungitius polyakovi vor allem durch die Färbung der Flossenstacheln und Membranen unterschieden werden. Bei Exemplaren, die länger als 17 mm sind, sind die an den Dorsalstacheln anschließenden Membranen dunkel pigmentiert, die Membranen der Bauchflossenstacheln sind blau und weiß. Die Bauchflossenstacheln sind dunkel, die Spitze ist hell. Der Afterflossenstachel ist an der Basis dunkel und an der Spitze blau und weiß. Rücken- und Afterflosse sind dunkel gepunktet, so dass sie insgesamt eine dunkelgraue Farbe haben. Pungitius polyakovi hat zehn Dorsalstacheln. Die familientypische Beschilderung der Körperseiten fehlt. Der Schwanzstiel ist beschuppt (4–6 Schuppen). Die Schwanzflosse ist abgerundet. Zur Laichzeit nehmen der Bauch und der untere Kopfabschnitt der männlichen Exemplare eine dunkle Färbung an. 

## Verbreitung und Lebensraum
Pungitius polyakovi lebt ausschließlich in kleinen Flüssen und Bächen, die in fünf See auf der Tonino-Aniva Halbinsel münden. Das gesamte Verbreitungsgebiet umfasst nur 1,250 km². Wie alle Stichlinge baut er zur Laichzeit ein Nest aus Pflanzenmaterial knapp über dem Gewässerboden und zeigt ein ausgeprägtes, zum Teil sehr komplexes Brutpflegeverhalten.